# Коновалов, Игорь Михайлович
Игорь Михайлович Коновалов — российский металлург, лауреат Государственной премии СССР.

## Биография
Родился в октябре 1931 г. в Макеевке в семье инженера металлургического завода, который затем работал на «Запорожстали», в Свердловске, на Чермозском металлургическом заводе.
Окончил Чермозскую среднюю школу (1948) и Московский институт стали (1954).
С 1954 года — газовщик мартеновского цеха Алапаевского металлургического завода. С 1956 по 1958 год инженер, затем начальник мартеновского цеха Верхне-Салдинского металлургического завода.
С 1958 по 1979 год — мастер разливки, помощник начальника цеха по разливке, начальник производственного отдела, с 1973 года главный инженер Череповецкого металлургического завода. Под его руководством закончено проектирование и осуществлён ввод в эксплуатацию конвертерного цеха и крупнейшей в мире доменной печи № 5.
С 1979 по 1992 г. директор «Ленгипромеза» (Ленинградского государственного института по проектированию металлургических заводов).
С 1992 по 2002 г. зам. генерального директора Ленинградской ассоциации проектных предприятий.

## Награды и звания
- Государственная премия СССР (1975 год) — за создание, освоение и внедрение в металлургическую промышленность двухванных сталеплавильных печей и технологии выплавки стали в них.